# Шкала Кардашова

Екстраполяція шкали Кардашова на часовий інтервал з 1900 по 2030 рр.

Шкала Кардашова — класифікація типів цивілізацій за рівнем енергоспоживання. Запропонована 1964 року Миколою Кардашовим у статті «Передача інформації позаземним цивілізаціям».

## Оригінальна шкала

### Тип 1
Цивілізація, енергоспоживання якої порівнюване з енергією, яку планета отримує від центральної зірки та енергетичних джерел самої планети. Щосекундне споживання енергії нею складає близько 4x1019 ерг або 4x1012 ват. За сучасними оцінками, це в 700 разів більше, ніж споживалося у 2007 році. Досягнення цього рівня людством можливе впродовж 200 років.

### Тип 2
Цивілізація, енергоспоживання якої порівнюване з енергією, яку випромінює центральна зірка. Оцінка енергоспоживання — 4x1033 ерг за секунду або 4x1026 ват. Один з гіпотетичних способів отримання такої енергії — сфера Дайсона.
Така цивілізація, за розрахунками Кардашова, здатна створювати досить потужні сигнали, щоб бути виявленою нинішнім людством в радіусі 10 млн світлових років. У разі, якщо вона створила сферу Дайсона, цивілізація може бути зафіксована як точкове джерело інфрачервоного випромінювання. Перехід від типу 1 до типу 2 має тривати біля тисячі років.

### Тип 3
Цивілізація, енергоспоживання якої порівнюване з енергією, яку випромінює галактика. Оцінка енергоспоживання — 4x1044 ерг за секунду або 4x1037 ват. Отримання такої енергії можливе астроінженерними спорудами навколо ядер галактик. Автор класифікації оцінював оптимальну конструкцію такої споруди як диск із зовнішнім радіусом до 40 світлових років та масою 1012 сонячних мас.
Цивілізація 2-го і 3-го типів вважається надцивілізацією. Якщо цивілізація другого типу може бути виявлена в межах місцевого скупчення галактик, то третього — в радіусі 10 млрд світлових років, тобто в межах відомих об'єктів всієї метагалактики. Радіогалактики Кардашов розглядав як можливі прояви діяльності таких цивілізацій. Проте якщо така цивілізація існує, вона, за оцінками вченого, є досить компактною, інакше обмін інформацією між її частинами буде утрудненим. Перехід від типу 2 до типу 3 має тривати від 100000 років до кількох мільйонів.

## Розширена шкала

### Тип 0
Нульовий тип виділяється для цивілізацій, які не досягли рівня типу 1. Типом 0 є сучасне людство. Карл Саган 1973 року обчислив позицію людства на шкалі (з іншими значеннями енергоспоживання, відмінними від Кардашова; 1016, 1026, 1036 ват відповідно) як 0,7. Для обрахування місця цивілізації на шкалі він винайшов формулу {\displaystyle K={\frac {\log _{10}P-6}{10}}}, де K показує тип, а P є енергоспоживанням у ваттах. У 2012 році позиція людства, за цією формулою, піднялася до 0,724.

### Тип 4
До цього типу належать цивілізації, енергоспоживання яких порівнянне з енергією, яку випромінюють всі галактики всесвіту.

### Інформаційна цивілізація
Американський астроном Карл Саган запропонував додатково враховувати для оцінки рівня розвитку цивілізації обсяг інформації, створений нею. Кожен біт інформації Саган розглядав як відповідь «так» або «ні» на питання, за допомогою яких можна описати світ. Він поділив цивілізації за рівнями, названими буквами англійського алфавіту, від A до Z, де A відповідає 106 унікальних бітів інформації, а Z — 1036. Людство 1973 року, за його оцінками, мало 1014 унікальних бітів, відповідаючи рівню H.

### Шкала Джона Барроу
Фізик Джон Барроу запропонував іншу шкалу, засновану на розмірах об'єктів мікросвіту, якими може маніпулювати цивілізація. Цивілізація типу 1-мінус може маніпулювати об'єктами розміру своїх представників (близько 1 м). Типу 2-мінус здатна маніпулювати об'єктами на рівні генів (10−7м). Типу 3-мінус — молекулами (10−9м), створювати штучні матеріали. Типу 4-мінус — окремими атомами (10−11м), створювати штучне життя. Типу 5-мінус — атомними ядрами (10−15м). Типу 6-мінус — елементарними частинками (10−18м). Цивілізації останнього типу, Омега-мінус, підсилу маніпулювати базовими частками простору й часу (10−35м). Людство перебуває між рівнями 3-мінус і 4-мінус.